# Armand Putzeys
Armand Putzeys (* 30. November 1916 in Engis; † 24. November 2003 in Sint-Jans-Molenbeek) war ein belgischer Radrennfahrer und nationaler Meister im Radsport.

## Sportliche Laufbahn
Putzeys war im Straßenradsport aktiv. Er gewann 1936 die belgische Meisterschaft im Straßenrennen der Amateure. Er war Teilnehmer der Olympischen Sommerspiele 1936 in Berlin. Dort belegte er im Straßenrennen den 6. Platz und gewann in der Mannschaftswertung mit Auguste Garrebeek (den er im Meisterschaftsrennen auf den zweiten Platz verwiesen hatte) und Jean-François Van Der Motte Bronze.
1938 wurde er Berufsfahrer im französischen Team Helyett-Hutchinson. 1946 beendete er seine Laufbahn im Team Rochet-Dunlop, in dem u. a. Raymond Louviot fuhr. Er gewann einige kleinere Rennen, größere Erfolge blieben bei den Profis aus.